# IC 4590
IC 4590 ist eine elliptische Galaxie vom Hubble-Typ E/S0 im Sternbild Nördliche Krone am Nordsternhimmel. Sie ist schätzungsweise 678 Millionen Lichtjahre von der Milchstraße entfernt.
Das Objekt wurde am 26. Juli 1895 von Stéphane Javelle entdeckt.